# Егоров, Павел Иванович
Павел Иванович Егоров (1913—1996) — старший сержант Рабоче-крестьянской Красной Армии, участник Великой Отечественной войны, Герой Советского Союза (1943).

## Биография
Павел Егоров родился 29 июня 1913 года в селе Сулак (ныне — Краснопартизанский район Саратовской области). Получил начальное образование, после чего работал трактористом в колхозе. В сентябре 1941 года Егоров был призван на службу в Рабоче-крестьянскую Красную Армию. С 1942 года — на фронтах Великой Отечественной войны. Принимал участие в боях на Северо-Западном, Степном, 2-м и 1-м Украинском фронтах. Участвовал в боях под Старой Руссой, освобождении Украинской и Молдавской ССР, Румынии, Польши и Чехословакии. К сентябрю 1943 года гвардии старший сержант Павел Егоров командовал орудием 158-го гвардейского артиллерийского полка 78-й гвардейской стрелковой дивизии 7-й гвардейской армии Степного фронта. Отличился во время битвы за Днепр.
В ночь с 24 на 25 сентября 1943 года расчёт Егорова вместе со штурмовой пехотной группой переправился через Днепр на остров Глинск-Бородаевский и принял активное участие в занятии позиции в восточной части острова. Утром противник предпринял контратаку, но она успешно была отбита. Во время второй контратаки артиллеристы Егорова вели бой до последнего снаряда, а затем, дождавшись подкрепления, перешли в контратаку и очистили от противника весь остров. Только за 27 сентября расчёт Егорова уничтожил 5 пулемётов и 40 вражеских солдат и офицеров. 3 октября 1943 года Егоров первым переправил орудие вброд на плацдарм на западном берегу Днепра и принял активное участие в отражении ряда вражеских контратак. Во время немецкого авианалёта Егоров был тяжело контужен и отправлен в госпиталь.
Указом Президиума Верховного Совета СССР от 26 октября 1943 года гвардии старший сержант Павел Егоров был удостоен высокого звания Героя Советского Союза с вручением ордена Ленина и медали «Золотая Звезда» за номером 1986.
В 1945 году Егоров был демобилизован. Вернулся на родину. Работал секретарём парторганизации машинно-тракторной станции, председателем колхоза, председателем сельского совета, мастером «Саратовгэсстроя». Скончался 26 декабря 1996 года, похоронен на старом городском кладбище города Балаково Саратовской области.
Был также награждён орденами Красного Знамени, Отечественной войны 1-й степени, Красной Звезды, рядом медалей.

## Память
- Мемориальная доска в память о Егорове установлена Российским военно-историческим обществом на здании Сулакской средней школы, где он учился.